# Jorge "Gato" Fernández
Jorge Omar Fernández, conocido como "Gato" Fernández (San Pablo, Departamento Chacabuco, Provincia de San Luis, Argentina, 10 de julio de 1959) es un abogado y político argentino. Fue intendente de Tilisarao, senador provincial e integrante del Superior Tribunal de Justicia.

## Primeros años y juventud
Fernández nació en San Pablo, a un par de kilómetros de Tilisarao, en el Departamento Chacabuco. Hijo de Jorge Primitivo Fernández un productor agropecuario quien al igual que el abuelo del "Gato" Fernández fue diputado conservador y de Ema Martínez, una ama de casa. Vivió dos años en el campo hasta mudarse a Tilisarao.
Cursó sus estudios primarios en la que era en ese momento la Escuela Nº 116 de la localidad e hizo sus estudios secundarios en el colegio "Leopoldo Lugones" de Tilisarao. 
Una vez recibido del secundario, Fernández se decidió por estudiar derecho y graduarse de abogado, para ello estudió fuera de los límites puntanos. Luego de casi siete años de estudios, en 1983, Fernández se recibe de abogado en la Universidad Nacional del Litoral, ubicada en la Provincia de Santa Fe.
Según las palabras del propio Fernández en entrevista con el periódico La Opinión de San Luis: "En el ’81 en Santa Fe, comenzamos a organizarnos pidiendo el retorno de la democracia; en nuestro caso, identificados con el justicialismo. No éramos dirigentes pero militábamos y participábamos de la Multisectorial. Ya en Tilisarao, Me afilié al justicialismo, construimos una agrupación que llamamos Línea Verde para disputar la interna, fuimos de candidatos a concejales y ganamos. Representamos una revolución política local con Don Rolando Ochoa como intendente"

## Vida política
Uno de sus trabajos más importantes se desarrolló en la Dirección Provincial de Rentas en la capital provincial. Sin embargo, no estaría un grueso de tiempo puesto que retornaría a Tilisarao para ejercer las leyes como medio de vida.
En 1985 es elegido concejal por Tilisarao, localidad de la que también fue intendente en cinco oportunidades, desde 1999 a 2006 y desde 2015 hasta el 2021, cuando finalmente asume en el Superior Tribunal de Justicia a pedido del gobernador puntano Alberto Rodríguez Saá.
Fue dos veces senador provincial por el Departamento Chacabuco, ministro de Obras Públicas e Infraestructura, ministro del Progreso, subsecretario de Relaciones Institucionales, subsecretario general de la Gobernación y de Gobierno y Culto de la Provincia.
Para 2022, Fernández renuncia a su cargo como ministro del STJ Puntano a pedido del susodicho Alberto Rodríguez Saá para lanzarse como candidato a gobernador de la Provincia de San Luis. Siendo aceptada la renuncia a través del decreto del Poder Ejecutivo Provincial Nº 18-MGJyC-2023. En el mismo día se realizó una reunión extraordinaria de acuerdo de ministros para la elección de nuevo Presidente de la Corte provincial, eligiendo por Acuerdo a Jorge Alberto Levingston.
Semanas después y molesto con esta situación, el aspirante a gobernador por el peronismo y hermano del entonces gobernador, Adolfo Rodríguez Saá decide dar el portazo y alejarse del peronismo, de su hermano y, por lo tanto, de "Gato" Fernández a quien lo consideraba un amigo. De este modo, el día 13 de marzo de 2023 se daría a conocer que el ofendido Adolfo Rodríguez Saá apoyaría a la oposición de Fernández encabezada por el exgobernador Claudio Poggi (candidato por la UCR) quien aspira igualmente a la gobernación.